# Scarlet Innocence
Scarlett Innocence (en hangul  마담 뺑덕; RR: Madam Bbaengdeok) es una película surcoreana de 2014, dirigida por Yim Pil-sung, y protagonizada por Jung Woo-sung y Esom. Es una adaptación libre del cuento tradicional coreano Shimchungjeon (el cuento de Shim Chung).

## Sinopsis
Hak-kyu es profesor universitario de literatura, un hombre atractivo que, para desesperación de su mujer, no duda en aprovecharse de ello para acercarse a sus alumnas. Pero cuando una de estas lo acusa de molestias sexuales, para evitar el escándalo abandona Seúl, donde se quedan su deprimida esposa y su hija, y se instala en un pequeño pueblo, donde comienza a dar clases de escritura creativa. Allí conoce a una chica, Deok-yi, que trabaja en un minúsculo parque de atracciones, y tiene una aventura con ella. Deok-yi tiene únicamente a su madre, sordomuda, y está deseosa de abandonar el pueblo y cambiar de vida. Al poco tiempo se aclara la situación de Hak-kyu en Seúl, pues las acusaciones eran infundadas, y él vuelve a su antiguo trabajo, abandonando a Deok-yi. Ella lo sigue y le anuncia que está embarazada. Él la obliga a abortar y la deja de nuevo sola. Sin embargo, se presenta una noche frente a su casa en el pueblo para darle dinero a cambio de que no siga interfiriendo en su vida; ambos pelean y, mientras tanto, la casa de ella arde en un incendio y muere la madre. Cuando él vuelve a Seúl, descubre que su mujer se ha suicidado.
Ocho años después de estos sucesos, Hak-kyu se ha convertido en un escritor rico y famoso, pero lleva una vida disoluta y llena de excesos, sin lograr olvidar su pasado. Se ve envuelto en un escándalo de corrupción por el que acaba con sus bienes embargados, y además empieza a sufrir una enfermedad degenerativa que lo dejará casi ciego. En ese momento reaparece Deok-yi que se hace llamar con otro nombre; se le acerca sabiendo que no la reconoce, y comienza su venganza.

## Reparto
- Jung Woo-sung como Shim Hak-kyu.[5]
- Esom como Deok-yi/Yoon Se-jung.[5]
- Park Si-woo como Chung-yi.
  - Park Seo-yeon  como Chung-yi de niña.
- Kim Hee-won como Mr. Choi, jefe del casino.
- Kim Nam-jin como la madre de Deok-yi.
- Lee Chang-hoon como Dong-woo, colega y amigo de Hak-kyu.
- Yang Jin-woo como el oculista cómplice de Deok-yi.
- Shinzo Hotta como el cliente y protector japonés de Deok-yi.
- Kim Ja-young como propietaria de una tienda.
- Yoo Soon-woong como un anciano en la clase de escritura creativa.
- Im Hyeong-tae como un anciano en la clase de escritura creativa.
- Eo Joo-seon como un anciano en la clase de escritura creativa.
- Lee Sang-hwa como un hombre de mediana edad en la clase de escritura creativa.
- Han Joo-young como Ji-eun.
- Jung Do-won como hombre en el casino.
- Son Sukku como hombre en el casino.
- Choi Gwi-hwa como jugador en el casino.[6]
- Park Pal-young como decano de la facultad.
- Park So-dam como amiga de Chung-yi en el club.
- Cho Yoon-woo como chico guapo en el club.
- Kim Do-yeon como huésped.
- Kim Na-mi como la oculista.
- Yoon Se-ah como la madre de Chung-yi (aparición especial).

## Estreno y taquilla
La película se presentó el 1 de octubre de 2014 en CGV Wangsimni (Haengdang-dong, Seúl) con la presencia del director y los dos protagonistas. Se estrenó al día siguiente, 2 de octubre. Se exhibió en 536 pantallas, y fue vista por 471 248 espectadores, para una taquilla del equivalente a  3 155 127 dólares estadounidenses.

## Crítica
Panos Kotzathanasis (HanCinema) nota que la película está dividida en dos partes desiguales: la primera es la historia de la relación entre los protagonistas, «una especie de historia romántica, al menos hasta el final, llena de sensualismo (incluida una escena de sexo larga y bastante ardiente) donde la construcción de la relación y sus repercusiones se construyen excelentemente». La segunda es la de la venganza y contravenganza, pero en ella se va demasiado lejos, se pierde la medida, y los personajes carecen de espesor, así que la historia carece del impacto que podría haber tenido. Por otro lado, Kotzathanasis alaba los aspectos técnicos de la película, en especial la fotografía, pero también la música y el montaje, aunque este último sufre por los abruptos saltos temporales. De los dos protagonistas, para finalizar, opina que son excelentes en la primera parte pero no tan buenos en los momentos de sufrimiento que abundan en la segunda.

## Premios y nominaciones
| Año  | Premio                       | Categoría                      | Candidato | Resultado | Ref.         |
| ---- | ---------------------------- | ------------------------------ | --------- | --------- | ------------ |
| 2014 | 51st Grand Bell Awards       | Mejor actriz revelación        | Esom      | Nominada  | [ 8 ]        |
| 2014 | 35th Blue Dragon Film Awards | Mejor actriz revelación        | Esom      | Nominada  |              |
| 2015 | 51st Baeksang Arts Awards    | Mejor actriz revelación (cine) | Esom      | Nominada  | [ 9 ]        |
| 2015 | 15th Director's Cut Awards   | Mejor actriz revelación        | Esom      | Ganadora  | [ 1 ] [ 10 ] |
| 2015 | 24th Buil Film Awards        | Mejor actriz revelación        | Esom      | Nominada  |              |